# Кольберг (Баден-Вюртемберг)
Ко́льберг (нім. Kohlberg) — громада в Німеччині, знаходиться в землі Баден-Вюртемберг. Підпорядковується адміністративному округу Штутгарт. Входить до складу району Есслінген.
Площа — 4,39 км2. Населення становить 2345 ос. (станом на 31 грудня 2020).